# 345 a. C.
El año 345 a. C. fue un año del calendario romano prejuliano. En el Imperio romano se conocía como el Año del Consulado de Dorsuo y Camerino (o menos frecuentemente, año 409 Ab urbe condita).

## Acontecimientos

### Grecia
- Apoyada por Tebas y Tesalia, Macedonia consigue los votos de Fócida en la Anfictionía, una organización religiosa griega formada para apoyar a los grandes templos de Apolo y Deméter. A pesar de cierta renuencia por parte de los líderes atenienses, Atenas finalmente acepta la entrada de Filipo en el Consejo de la Liga. El estadista ateniense, Demóstenes, está entre aquellos que recomientan esta postura en su discurso Sobre la paz.

- Datos: Q25426